# Neuland (Turgenew)

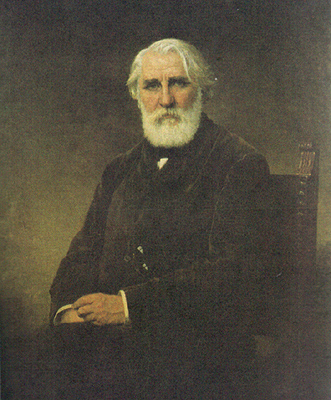
Alexei Charlamow 1875:
Iwan Turgenew

Neuland (russisch Новь, Now) ist der sechste und letzte Roman des russischen Schriftstellers Iwan Turgenew, der 1870 bis 1876 geschrieben und 1877 im Januar- sowie im Februarheft des Westnik Jewropy publiziert wurde. Ebenfalls 1877 kam die Übertragung ins Deutsche bei E. Behre in Mitau als in Rudolstadt gedrucktes Buch heraus.
Der verarmte Student Alexej Neshdanow, unehelicher Sohn eines Adligen, kehrt der Historisch-Philologischen Fakultät der Petersburger Universität den Rücken und will in der russischen Provinz die dem Zaren treu ergebenen, ganz und gar untertänigen Bauern aufwiegeln. Der gelegentlich Verse schmiedende Republikaner und Ästhet Neshdanow scheitert bei seinem aussichtslosen Versuch.

## Hintergrund
Die Romanhandlung setzt im Frühjahr 1868 ein und läuft bis in den Winter auf das Jahr 1870. Bereits im Spätwinter 1861 war in Russland die Leibeigenschaft abgeschafft worden. Die Volkstümler strebten einen Weg zum Sozialismus auf dem Lande an, der den Bauern den beschwerlichen Umweg über den Kapitalismus ersparen sollte. Turgenew verfolgte von Frankreich aus nicht nur diese revolutionäre Bewegung mit Interesse, sondern pflegte auch persönliche Kontakte zu zwei von deren Häuptern – Lopatin und Lawrow. Turgenew unterstützte deren Sprachrohr Vorwärts finanziell und brachte in Neuland, seinem letzten umfänglichen Werk, die vertrackte Situation des unbeholfenen russischen Bauern seiner internationalen Leserschaft nahe.

## Handlung
Sankt Petersburg

Während der um die 23 Jahre alte Alexej Neshdanow in der Petersburger Universitätsbibliothek zu tun hat, warten drei Verschwörer in seiner Wohnung in der Ofizerskaja-Straße auf ihn: Der um die 27-jährige pockennarbige Pimen Ostrodumow, die hässliche Hebamme Fjokla Maschurina und der 48-jährige lahmende Kaufmann Sila Samsonytsch Paklin. Die drei Wartenden sprechen über die in Russland grassierende Hungersnot und die Verhaftung eines vermutlich verratenen Mitverschwörers.
Die Verschwörer erhalten ihre schriftlichen Befehle von einem aus dem Verborgenen operierenden Wassili Nikolajewitsch. Neshdanow hat sich in einer Zeitungsannonce als Hauslehrer beworben und wird von Geheimrat Boris Andrejitsch Sipjagin für dessen Sohn Kolja als Russisch- und Geschichtslehrer engagiert. Der hochgestellte Sankt Petersburger Beamte Kammerherr Sipjagin, ein angehender Minister, gibt sich liberal und besitzt das Dorf Arshanoje, nur fünf Werst von der Hauptstadt des Gouvernements S. entfernt.
Gouvernement S.

Die Annäherungsversuche von Sipjagins Gattin, der Arshanojer Gutsherrin Walentina Michailowna Sipjania, prallen an dem neuen Hauslehrer ab. Neshdanow verliebt sich in die Vollwaise Marianna Wikentjewa Sinezkaja – Tochter der verstorbenen Schwester des Hausherrn. Die Sipjagina belauscht das junge Paar und sieht in der künftigen Dorfschullehrerin Marianna eine Nihilistin und Gottesverleumderin. Das adlige Fräulein Marianna konstatiert, sie „leide für alle Bedrängten, Armen und Elenden in Rußland, … empöre“ sich für sie und sei „bereit ihr Leben für sie zu lassen“. Für Marianna hat Tante Walentina den „scheußlichen Kallomejzew“ als gute Partie ausersehen. In der Nachbarschaft der Sipjagins verbringt der vermögende Kammerjunker Semjon Petrowitsch Kallomejzew einen zweimonatigen Urlaub auf seinem Landgut. Der Monarchist Kallomejzew vermutet, der neue Hauslehrer und Walentina Sipjanias Bruder Markelow seien Rote.
Der Leutnant der Artillerie Sergej Michailowitsch Markelow hat von Marianna einen Korb bekommen. Neshdanow folgt einer Einladung Markelows auf dessen heruntergekommenes Gut nach Borsjonkowo. Markelow, „halsstarrig und unerschrocken bis zur Tollkühnheit“, gehört zu den Verschwörern, die von Wassili Nikolajewitsch schriftliche Befehle erhalten. In Markelows Wohnhaus warten zwei dem Leser bekannte Verschwörer aus Petersburg: Ostrodumow und die Maschurina. Letztere soll zu einem anderen konspirativen Treff weiterfahren. Ostrodumow soll im Gouvernement S. die Bauern agitieren. Markelow nennt die Bauernschaft unwissend. Unterweisung tue not. Denn: „Die Armut ist groß, und keiner setzt ihnen auseinander, woher diese Armut rührt.“ Turgenew stellt den russischen Bauern des Jahres 1868, also den von der Leibeigenschaft bereits seit Jahren befreiten Bauern, romanglobal als uneinsichtigen Dummkopf hin. Kein Bauer will das Prinzip der bäuerlichen Genossenschaft begreifen. Genauer: Der Bauer will das russische Wort „Beteiligung“ nicht verstehen. Von dieser Regel nimmt Turgenew allerdings die schlauen Bauern aus. Das sind jene, die nach 1861 zu Wucherern geworden sind.
Neshdanow muss erkennen, zum Propagandisten ist er nicht berufen. Einen Dialog mit den trinkenden, schimpfenden Bauern bringt er nicht zustande. Bei den Arbeitern in Sipjagins Schreibpapierfabrik – schlagfertige, barsche Gesellen – redet Neshdanow gegen eine Wand.
Neshdanow kann sich vor Wassili Nikolajewitsch in der Provinz natürlich nicht verbergen. Bald erreicht ihn der nächste Befehl. Neshdanow soll ganz in der Nähe zwei Mitstreiter kontaktieren – in einer großen Baumwollspinnerei des Kaufmanns Falejew den Leitenden Mechaniker Solomin und in der Provinzhauptstadt S. den Kaufmann Goluschkin.
Wassili Fedodytsch Solomin, einziger Sohn eines kleinen Geistlichen, war zwei Jahre erfolgreich bei den Engländern in der Lehre gewesen und erweist sich als nüchterner Praktiker von klarem Verstand. Solomin belächelt anscheinend die Petersburger Revolutionäre ein wenig und glaubt jedenfalls nicht an die schnelle Revolution.
In der Umgebung des um die vierzig Jahre alten Kapiton Andrejitsch Goluschkin begegnet Neshdanow zu seinem Erstaunen Sila Paklin. Der Petersburger Freund hat adlige Verwandte in S. Goluschkin spendet großzügig Geld für den geplanten Umsturz.
Solomin folgt einer Einladung Sipjagins nach Arshanoje. Der Mechaniker lernt dort Marianna kennen und schätzen. Sipjagin geht Solomin um den Bart, weil er einen fähigen Leiter für die eigene marode Fabrik braucht. Solomin lehnt das lukrative Angebot ab und sagt Sipjagin den Grund ins Gesicht: Er bleibt lieber in der Fabrik des Moskauer Kaufmanns Falejew. Denn Adlige gleichen in einer Hinsicht Beamten – beide sind als Fabrikherren unbrauchbar.
Als Sipjagin Neshdanow endgültig als Roten abstempelt und ihm das Haus verbietet, brennt Marianna mit dem gekündigten Hauslehrer durch. Das Paar schlüpft bei Solomin in der Fabrik unter. Der Leitende Mechaniker hat gleich einen Popen bei der Hand – seinen Cousin Sossima – der die Flüchtlingen auf der Stelle kirchlich trauen könnte. Neshdanow sucht kein Eheglück, sondern will zunächst kämpfen. Solomin untersagt ihm das Verteilen seiner Broschüren in der Fabrik. Neshdanow begibt sich aufs Land. Zwar sind alle Bauern, mit denen Neshdanow spricht, unzufrieden. Aber keiner will einen Weg aus der Unzufriedenheit kennenlernen. Neshdanow resigniert. Mit dem wirklichen Leben hat der Ästhet keinen Berührungspunkt gefunden.
Markelow kann nicht abwarten und probiert im benachbarten Landkreis T. den Umsturz. Die Bauern machen den Leutnant kampfunfähig. Neshdanow ist in Babi Kljutschi beim Aufwiegeln erkannt worden. Sila Paklin, der sich einen Zuträger schilt, verrät Goluschkin und Neshdanow. Markelow gibt sich selbst die Schuld am Scheitern: „Ich hätte einfach kommandieren müssen, und wenn einer … sich bockbeinig gestellt hätte, eine Kugel in den Kopf.“ Kallomejzew hält Solomin für den „Haupträdelsführer“.
Neshdanow will mit Marianna in den Tod gehen. Die künftige Revolutionärin bekennt dem Lebensmüden: „Ich glaube daran [an die Notwendigkeit eines Umsturzes] mit aller Kraft meines Herzens und weihe dieser Sache mein ganzes Leben. Bis zum letzten Atemzug!“ Neshdanow bringt sich mit einem Revolverschuss um.

## Epilog
Solomin und Marianna lassen sich vom Popen Sossima trauen.
Markelow wird der Prozess gemacht. Er bereut nichts und nennt keine Namen.
Der Agitator Pimen Ostrodumow wird von einem Kleinbürger ermordet. Goluschkin bereut und kommt fast ungeschoren davon. Paklin windet sich heraus. Solomin wird aus Mangel an Beweisen freigesprochen und betreibt in Perm auf Genossenschaftsbasis eine eigene Fabrik. Marianna muss überhaupt nicht vor Gericht erscheinen.
Der Kreis schließt sich. Die Hebamme Fjokla Maschurina verbirgt sich, erledigt für Wassili Nikolajewitsch Aufträge im westeuropäischen Ausland und taucht als Contessa Rocco di Santo-Fiume in Paklins bescheidener Petersburger Wohnung auf. Turgenew arbeitet mit knappen Strichen heraus: Die hässliche alternde Frau hatte den jungen Neshdanow geliebt.
Sipjagin und Kallomejzew erklimmen für russische Beamte höchstmögliche Gipfel der Macht.

## Form
Der Erzähler ist beinahe allwissend. Außer dem Protagonisten Alexej Neshdanow dürfen auch andere, wesentliche Handlung tragende Figuren, denken.
Manches bleibt verborgen und anderes wird „erklärt“. Der oben erwähnte Wassili Nikolajewitsch, Befehlsgeber der Verschwörer, tritt nicht aus dem Dunkel. Neshdanow schüttet seinem besten Freund, den in der Provinz lebenden Schulkameraden Wladimir Silin, brieflich das Herz aus und gibt somit dem Leser Einblick in sein Inneres.
Streckenweise erzählt Turgenew mit einem Augenzwinkern. Zum Beispiel ist damit das kammerspielartige Aufeinandertreffen/Wiederfinden der anfangs eingeführten teilweise hanswurstähnlichen Figuren um Neshdanow, also Ostrodumow, die Maschurina und Paklin in der russischen Provinz, mehr als tausend Kilometer von Petersburg entfernt, gemeint. Turgenew schildert mit Hingabe den russischen Frühling/Frühsommer und malt Bilder des im 19. Jahrhundert aussterbenden russischen Landadels – wie zum Beispiel Paklins Verwandte – das alte Paar Fomuschka und Fimuschka.
Die im Artikel einleitend hervorgehobenen dominierenden gesellschaftlichen Problemfelder, die sich um den Terminus Revolution ranken, werden von Turgenew zurückhaltend vorgetragen. Dagegen tritt die erzählerische Darstellung der Dreiecksbeziehung Neshdamow, Marianna, Solomin in den Vordergrund.
Die Handlung ist engmaschiger geflochten als oben skizziert. Zum Beispiel rankt sich – psychologisch gesehen – das Meiste um Marianna und deren vier Liebhaber Markelow, Neshdanow, Solomin und Kallomejzew. Als die Verschwörer an Goluschkins Tafel prassen, ist erstens Leutnant Markelow tief beleidigt, weil Neshdanow bei Marianna das Rennen gemacht hat. Walentina Sipjania hatte dem Bruder die Neuigkeit nicht vorenthalten. Die beiden Freunde Markelow und Neshdanow, im gemeinsamen Kampf für die endgültige Bauernbefreiung verbunden, stellen aber ihr soziales Kampfziel letztendlich über die Gunst zu der Frau. Und als sich Marianna zweitens peu à peu von Neshdanow ab- und Solomin zuwendet, bleibt das dem äußerst feinfühligen Neshdanow nicht verborgen. Er entsagt und erschießt sich aus Selbstekel: Überall ist er fehl am Platze. Dieselbe Wurzel – verschmähte Liebe – haben drittens Kallomejzews für Außenstehende schwer erträgliche Verbalattacken gegen Mariannas drei andere Liebhaber.

## Selbstzeugnisse
- Mit Neshdanow scheitert der Sohn eines Adligen als Revolutionär. Im Dezember 1876 – also gegen Ende seiner schriftstellerischen Laufbahn – vermutet Turgenew, literarische Gestalten künftiger russischer Revolutionäre könnten in den Jahrzehnten nach ihm aus den niederen Bevölkerungsschichten erstehen: „Es kann sein, daß ich die Figur Pawels, des Faktotums Solomins, des zukünftigen Volksrevolutionärs, hätte schärfer umreißen müssen. Das ist aber ein zu großer Typ; er wird mit der Zeit – natürlich nicht unter meiner Feder – zur Zentralfigur eines neuen Romans werden.“[14][A 3]
- Turgenew zu Verrissen von Neuland seitens der russischen Literaturkritik: „Ich wurde niemals in den Zeitschriften so einmütig verurteilt.“[15]

## Rezeption
- Zum 3. September 1883, dem Todestag Turgenews, schreiben die Petersburger Volkstümler: „Das tiefste Gefühl des Herzschmerzes, das Neuland durchdringt und stellenweise durch feine Ironie maskiert wird, vermindert nicht unsere Liebe zu Turgenew.“[16]
- Mit Wassili Nikolajewitsch könnte der Nihilist Netschajew gemeint sein.[17]

## Ausgaben
Verwendete Ausgabe:
- Neuland. Aus dem Russischen übersetzt von Wilhelm Plackmeyer, S. 239–589 in: Iwan Turgenew: Rauch. Neuland. Nachwort von Klaus Dornacher. 635 Seiten. Aufbau-Verlag, Berlin 1974 (1. Auflage).

Textfassungen:
- Verlag E. Behre, Mitau 1877, S. 1–494 (Übersetzer nicht genannt); Textarchiv – Internet Archive[18]
- Новь (Тургенев) (russisch) Wikisource
- litmir.me bei  (russisch)
- az.lib.ru – Lib.ru/Klassiker (russisch)
- online bei RVB.ru (russisch)

Katalogeinträge:
- Einträge im WorldCat
- Eintrag. fantlab.ru (russisch)